# إدواردو ديفيدسون
إدواردو ديفيدسون هو ملحن وكاتب أغاني كوبي، ولد في 1910، وتوفي في 1994.

## وصلات خارجية
- إدواردو ديفيدسون على موقع ميوزك برينز (الإنجليزية)
- إدواردو ديفيدسون على موقع ديسكوغز (الإنجليزية)